# Umweltschutz

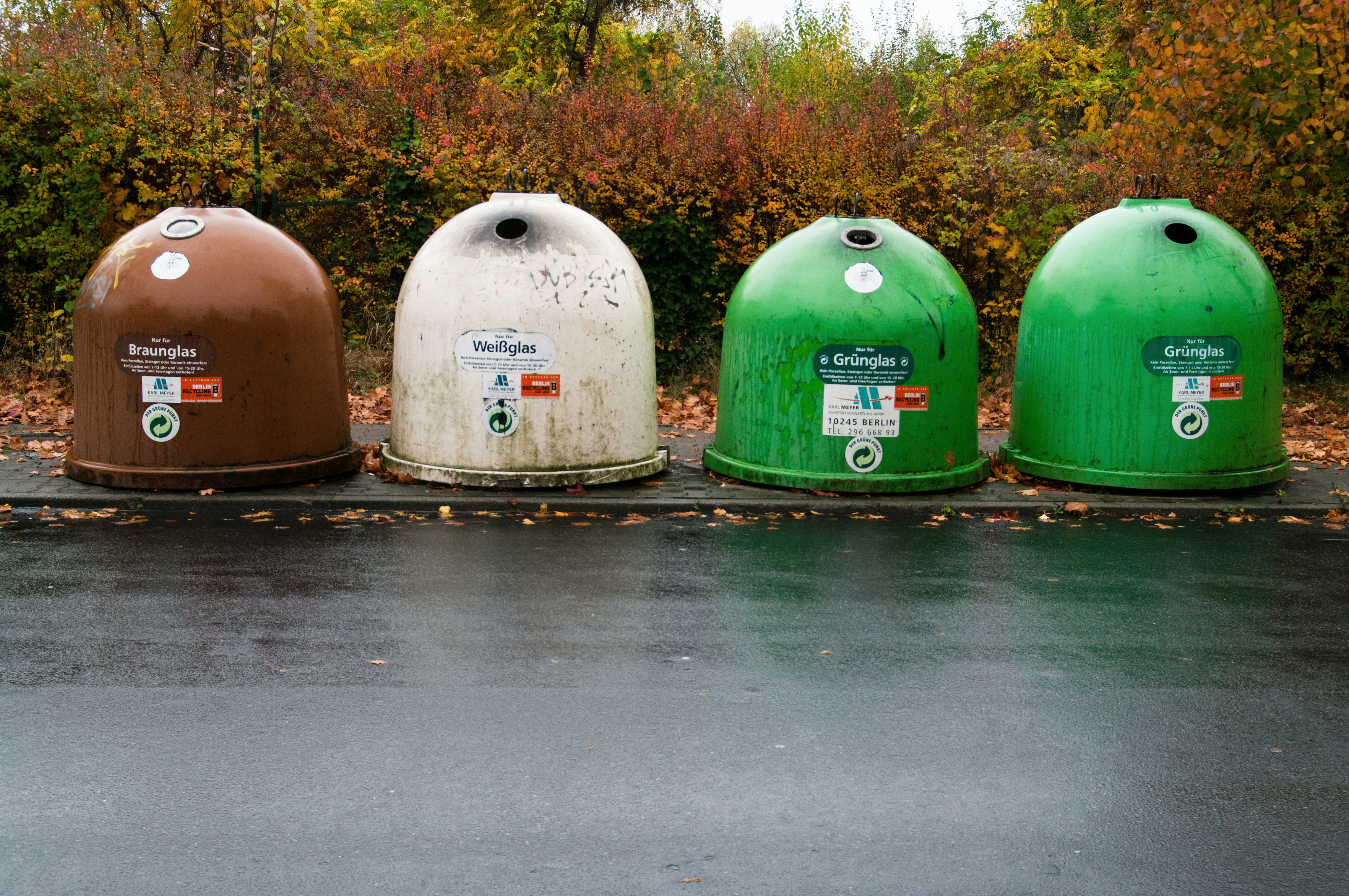
Glasrecycling (Berlin 2012)

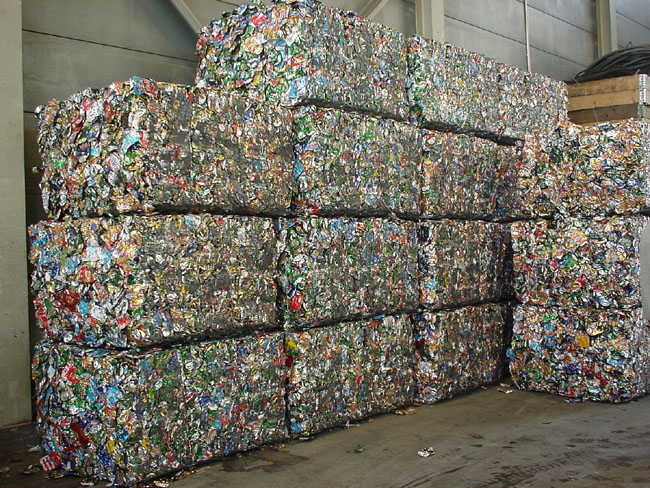
Gepresste Dosen für das Aluminiumrecycling (Norwegen 2006)

Umweltschutz (umgangssprachlich auch Ökologie) bezeichnet die Gesamtheit aller Maßnahmen zum Schutze der Umwelt, um die Gesundheit des Menschen zu erhalten. Der Umweltschutz hat mehrere Funktionen und beinhaltet verschiedene Prinzipien. Er beugt Beeinträchtigungen der Umwelt vor (Prävention), drängt sie zurück (Repression) und stellt Naturressourcen wieder her, soweit das möglich ist (Reparation). 
Ihre Verursacher sollen Verantwortung für den Umgang mit der Umwelt übernehmen (Verursacherprinzip) und deren Nutzung nicht zu einseitigem Vorteil erfolgen (Kooperationsprinzip). Zum Umweltschutz gehören auch ethische und ästhetische Ansprüche. Das Augenmerk des Umweltschutzes liegt sowohl auf einzelnen Teilbereichen der Umwelt (wie Boden, Wasser, Luft, Klima), als auch auf den Wechselwirkungen zwischen ihnen.
Angesichts einer wachsenden Weltbevölkerung und des Strebens nach einem möglichst hohen Lebensstandard in Verbindung mit einer zunehmenden globalen Vernetzung sowie technischem und wissenschaftlichem Fortschritt steigt die globale Wirtschaftsleistung permanent an. Dies hat zu einem zunehmenden anthropogenen Einfluss auf die gesamte Biosphäre geführt, die den Umweltschutz immer wichtiger werden lässt. So gibt etwa der renommierte Wissenschaftliche Beirat der deutschen Bundesregierung „Globale Umweltveränderungen“ in seinem Gutachten von 1999 dem Schutz der Umwelt „die höchste Priorität aus überlebensstrategischen Gründen“ und mahnt dazu, „die Begrenztheit des Handelns zu erkennen“.
Der Umweltschutz ist im Grundgesetz der Bundesrepublik Deutschland (GG) Artikel 20 a als Staatsziel verankert. Die Schweizerische Bundesverfassung fordert in Artikel 74 „den Schutz des Menschen und seiner natürlichen Umwelt“.

## Ziele und Philosophien

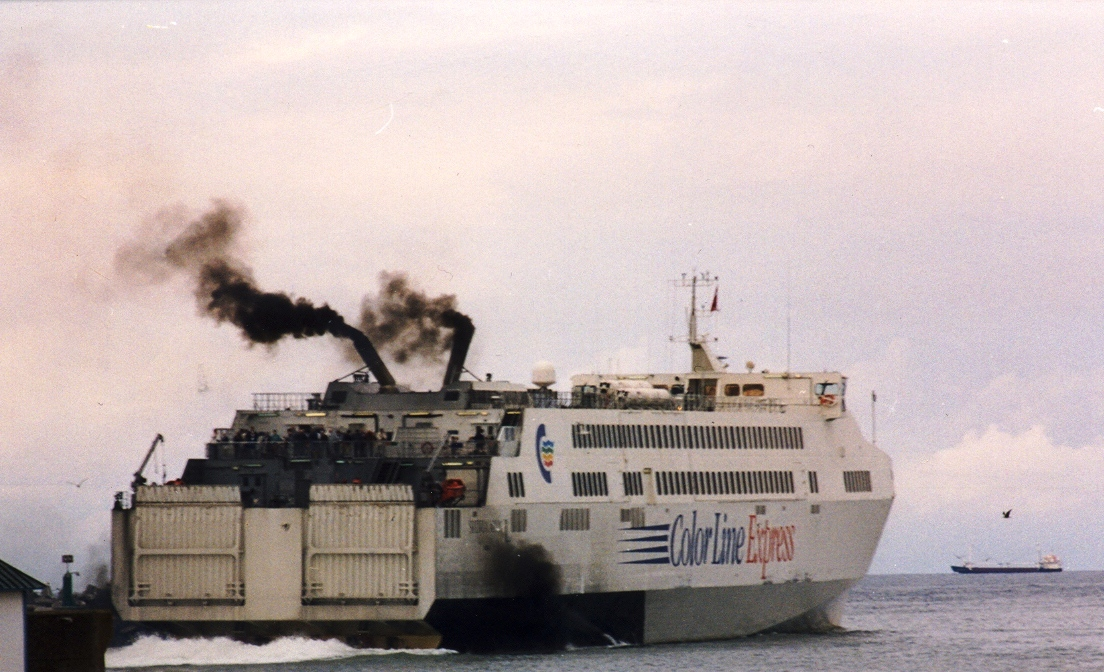
Abgasfahne einer Schnellfähre

Abgasreinigung als Beitrag zum Umweltschutz in der Seeschifffahrt (Beispiel für technischen Umweltschutz)

Ausgangspunkt des Umweltschutzes ist die Erhaltung des Lebensumfeldes der Menschen und ihrer Gesundheit. Dies schließt den Schutz der die Menschen umgebenden Natur in einem gewissen Umfang mit ein. Dazu bedient man sich oft technischer Mittel. Die zu lösenden Probleme sind teils globale, teils regionale oder lokale, wobei der Umweltschutz eher nach allgemeinen oder großräumigen technischen Lösungen sucht. Auch wenn die Schutzgüter und Ziele im Prinzip dieselben sind, sind zuweilen Unterschiede zwischen Naturschutz und Umweltschutz erkennbar.
- Ein Beispiel ist das Thema „nachwachsender Rohstoffe“: Naturschützer wollen die Bäume schützen, damit sie möglichst alt werden, Totholz produzieren und zu einem wertvollen Lebensraum für zahlreiche Arten werden. Umweltschützer sehen den Baum auch als nachwachsenden Rohstoff und befürworten die Nutzung von Holz als Energiequelle, sofern diese Nutzung nachhaltig und umweltverträglich stattfindet.
- Konflikte zwischen Naturschützern und Umweltschützern sind bei der Errichtung von Windkraftanlagen und Kleinwasserkraftwerken häufig. Naturschützer argumentieren eher gegen Eingriffe in die Natur, während Umweltschützer eher den Vorteil der Einsparung von Kohlenstoffdioxid-Ausstoß durch Ökostrom-Kraftwerke sehen.
- Das gemeinsame Ziel einer Vermeidung von Schäden für die Biosphäre von eher lokal handelnden Naturschützern und die global formulierten Ziele von Umweltschützern kann zu unterschiedlichen Prioritäten führen.

Trotz dieser unterschiedlichen Perspektiven sind Umwelt- und Naturschutz im Normalfall keine Gegensätze. Bei der Analyse der Umweltschäden durch Umweltverschmutzung, wie den Ökologischen Auswirkungen des Luftverkehrs, bestehen hohe Übereinstimmungen. Die Erarbeitung von Lösungen in verschieden orientierten Umwelt- und Naturschutzverbänden zum Nachhaltigen Konsum oder zur Energieeinsparung kann dann wiederum verschiedene Schwerpunkte haben.

## Umweltschutz in der öffentlichen Meinung
Eine internationale Untersuchung in 12 Nationen (China, Großbritannien, Irland, Iran, Korea, Mazedonien, Norwegen, Portugal, Schweden, Serbien, Spanien und Tschechien) im Jahr 2009 ergab, dass die Menschen dem Umweltschutz unterschiedliche Bedeutung beimaßen. Verhältnismäßig geringe Bedeutung hatte der Umweltschutz in Irland, Iran und Südkorea. In Iran, Südkorea, Norwegen, Schweden und Tschechien wurde ein enger Zusammenhang mit dem Tierschutz gesehen.
Bei einer repräsentativen Bevölkerungsumfrage des deutschen Umweltbundesamtes im Jahr 2012 nannten mehr als ein Drittel der Deutschen spontan Umwelt- und Klimaschutz als eines der wichtigsten Probleme der Gegenwart. Im Jahr 2018 war in einer vergleichbaren Umfrage des Umweltbundesamtes für 64 Prozent der Befragten Umwelt- und Klimaschutz ein sehr wichtiges Problem. Nur 14 Prozent der Befragten gaben an, dass die Bundesregierung „genug“ oder „eher genug“ für den Umwelt- und Klimaschutz tue.

## Philatelistisches
Mit dem Erstausgabetag 3. September 2020 gab die Deutsche Post AG in der Serie Umweltschutz ein Sonderpostwertzeichen im Nennwert von 80 + 40 Eurocent heraus. Der Entwurf stammt aus dem Designbüro All Things Letters von Chris Campe in Hamburg.

## Aufgaben und Teilbereiche
Zu den wichtigsten Handlungsfeldern des Umweltschutzes zählen Klima-, Wald- und Gewässerschutz. Aktuell werden vor allem die Probleme der globalen Erwärmung und Luftverschmutzung diskutiert.

### Klimaschutz
Ziel des Klimaschutzes ist, anthropogenen Einflüssen, die zur globalen Erwärmung führen können, entgegenzuwirken und ihre Folgen abzumildern. Hauptansätze des Klimaschutzes sind gegenwärtig die Verringerung des von Menschen verursachten Ausstoßes von Treibhausgasen und die Erhaltung und Unterstützung der Funktionen von Ozeanen und Wäldern in diesem Zusammenhang: Diese nehmen als Kohlenstoffsenken das mengenmäßig bedeutsamste Treibhausgas Kohlenstoffdioxid auf. Der Klimaschutz ist daher stark mit den beiden Teilbereichen Waldschutz und Gewässerschutz verbunden.
Klimaveränderungen können regional auftreten, z. B. durch umfangreiche Waldrodungen und Versiegelung der Landschaft durch Straßen und Gebäude. Insofern ist Klimaschutz Aufgabe einzelner Länder und Regionen.

### Waldschutz

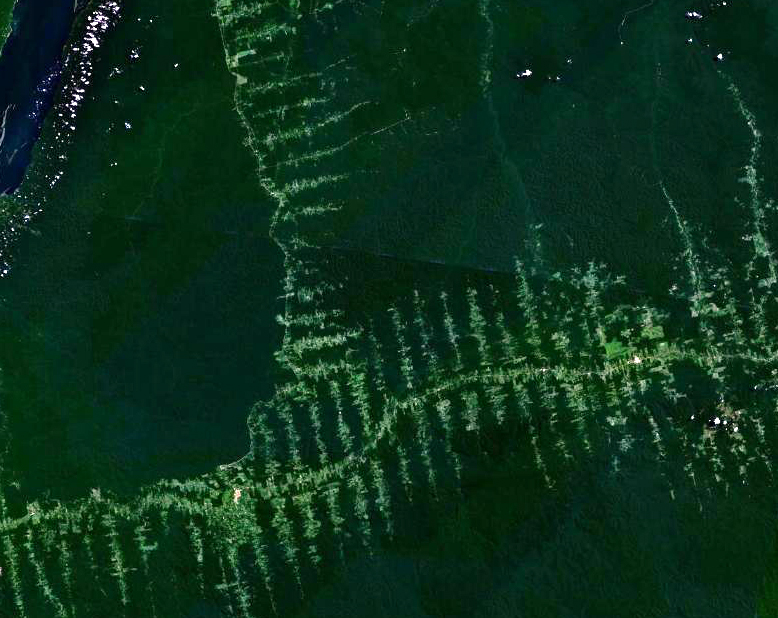
Entwaldung im Amazonasgebiet

Der Waldschutz umfasst alle Maßnahmen zum Schutz von Wäldern und Baumbeständen vor Schäden jeglicher Art. Dabei werden sowohl die forstwirtschaftlichen wie die nicht-materiellen Ansprüche (wie Erholung, Klimawirkung oder Landschaftsgestaltung) an den Wald als schützenswert betrachtet. Aus forstwirtschaftlicher Sicht steht der Schutz des Waldes gegen schädliche Tiere, Pilze und Pflanzen (Forstschädlinge) oder Umwelteinflüsse im Vordergrund. Außerdem ist der Waldschutz ein entscheidender Faktor gegen übermäßige Waldrodung, um die Rate der jährlich abgeholzten Primärwald-Flächen (Urwald) zu verringern. Waldgebiete sollen als Lebensraum vieler Tier- und Pflanzenarten, aus klimatischen Gründen, aber auch im Zusammenhang mit dem Gewässerschutz möglichst erhalten werden. In manchen Regionen sind Wälder auch als Wasserschutzgebiet oder Naturschutzgebiet ausgewiesen.

### Gewässerschutz
Als Gewässerschutz bezeichnet man die Gesamtheit der Bestrebungen, die Gewässer (Oberflächengewässer und das Grundwasser) vor Beeinträchtigungen zu schützen. Der Gewässerschutz dient einerseits der Reinhaltung des Wassers als Ressource für Trink- oder Betriebswasser als Teilaufgabe des Umweltschutzes, andererseits dem Schutz aquatischer (d. h. vom Wasser abhängiger) Ökosysteme als Teilaufgabe des Naturschutzes. Eine sehr weitgehende Maßnahme zum Schutz von Gewässern ist die Ausweisung von Wasserschutzgebieten.

### Gesundheitsschutz
Zum Schutz der menschlichen Gesundheit wird auch der Lebensraum des Menschen betrachtet. Hier spielen hauptsächlich Lärmschutz und Luftreinhaltung, in neuerer Zeit Schutz vor der Belästigung durch Gerüche eine Rolle. In vielen Teilen der Welt ist der Gewässerschutz für den Menschen überlebenswichtig, um ausreichend sauberes Trinkwasser zur Verfügung zu haben. Für die Landwirtschaft und die Sicherung der Ernährung kann – je nach örtlichen Voraussetzungen – der Bodenschutz einen hohen Stellenwert einnehmen.

## Umweltprobleme
Umweltprobleme sind von Menschen mitverursachte, sich negativ auswirkende Änderungen in der Umwelt. Sie wirken sich nachteilig auf die aktuelle oder zukünftige Existenz oder das Wohlergehen der Menschen aus.
Menschliche Handlungen beeinflussen unvermeidbar die Umwelt. Neben den gewünschten Verbesserungen haben sie oft ungewollte, nachteilige Folgen.

### Problemtypen
Umweltprobleme lassen sich nach verschiedenen Kriterien einteilen, z. B.
- betroffenen Umweltbereichen (Umweltmedien Boden, Wasser, Luft; Ökosysteme)
- räumlich
  - lokale (Luftverschmutzung in Ballungszentren)
  - grenzüberschreitende (Verschmutzung grenzüberschreitender Flüsse)
  - internationale (Kriege)
  - globale (Belastung der Atmosphäre, Ozonloch)

## Geschichte
Die modernen westlichen Umweltschutzbewegungen wurden während der Industriellen Revolution begründet. Doch schon vorher machten sich unterschiedliche Kulturen Gedanken über den Schutz ihrer Umwelt. Seit den 1960er Jahren wurde der Umweltschutzgedanke zunehmend vorangetrieben, allerdings noch unter den Begriffen „Umwelthygiene“ und „Schutz der Umwelt“. Das Kompositum Umweltschutz dagegen entstand wahrscheinlich Ende 1969 als Entlehnung zu engl. environmental protection. Mitarbeiter des damaligen Innenministers Hans-Dietrich Genscher sollen den Begriff aus den USA übernommen haben. 1970 fand der Begriff Eingang in die parlamentarische Debatte und in die Presse.
Die Freiburger Thesen, das Parteiprogramm der FDP vom 27. Oktober 1971, enthielten dann schon eine dem Umweltschutz gewidmete politische Position „Umweltschutz hat Vorrang vor Gewinnstreben und persönlichem Nutzen.“ Zudem formulierten die Freiburger Thesen das Ziel, das Recht auf eine „menschenwürdige Umwelt“ in Artikel 2 des Grundgesetzes zu verankern. Dies war die erste programmatische Haltung zum Umweltschutz in einer der wesentlichen westdeutschen Parteien.

### Vorgeschichte

#### Altertum
Mit der Bildung von zusammenhängenden Siedlungen entstanden Probleme durch Abfälle und Abwässer. Schon im Altertum befasste man sich mit dem Problem der Abwasserbeseitigung. Entwässerungskanäle lassen sich bereits 3000 v. Chr. im Euphrattal nachweisen. Im Römischen Reich wurden meist offene Gerinne genutzt, aufgrund des hohen Bauaufwandes waren Abwasserrohre selten.

#### Mittelalter
Im frühen Mittelalter ging das Wissen um eine geordnete Abwasserentsorgung weitgehend verloren. Das trug zu verheerenden Pest- und Choleraepidemien bei. Demgegenüber steht die berühmte Landgüterverordnung Karls des Großen „Capitulare de villis vel curtis imperii“, in der bereits staatliche Verordnungen zum Waldschutz im Sinne von Rodungsverboten enthalten waren. Ebenso gab es bereits sogenannte Bannwälder, die allerdings primär den Wildbestand für die Jagd des Adels erhalten sollten. Aus dem Spätmittelalter und der frühen Neuzeit sind wenige kleinere forstwirtschaftliche Projekte bekannt, bei denen der Schutz der Umwelt – allerdings in Verbindung mit Nutzinteressen – im Fokus stand: So etwa der Nürnberger Reichswald, der im 12. Jahrhundert durch künstliche Aussaat von Nadelbäumen auf abgeholzten und degradierten ehemaligen Laubwaldflächen entstand.
Zudem registrierte man zwischen dem 16. und 17. Jahrhundert die durch land- und forstwirtschaftliche Eingriffe bedingte Anfälligkeit tropischer Ökosysteme. Erstmals gab es planmäßige Bestrebungen zum Umweltschutz.

### Ursprung der Umweltschutzbewegung
In Europa begann die großflächige Umweltverschmutzung mit der Industriellen Revolution. Große Fabriken und die Verbrennung immer größer werdender Mengen von Kohle und anderer fossiler Brennstoffe führten zu zunehmender Luftverschmutzung. Der Müll der Fabriken und der Abfall der Städte ließ die Müllberge wachsen. Die Umweltschutzbewegung entwickelte sich als Gegenreaktion auf die Industrialisierung, Urbanisierung sowie Luft- und Gewässerverschmutzung.
In den stark gewachsenen Städten musste eine geordnete Abwasserentsorgung errichtet werden. Im Jahr 1739 war Wien als erste Stadt Europas erstmals vollständig kanalisiert. Erst ab 1842 wurde in London mit dem Bau des Kanalisationssystems begonnen.
Die erste Kläranlage auf dem europäischen Festland wurde 1882 in Frankfurt am Main in Betrieb genommen.

### Umweltschutz im 20. Jahrhundert

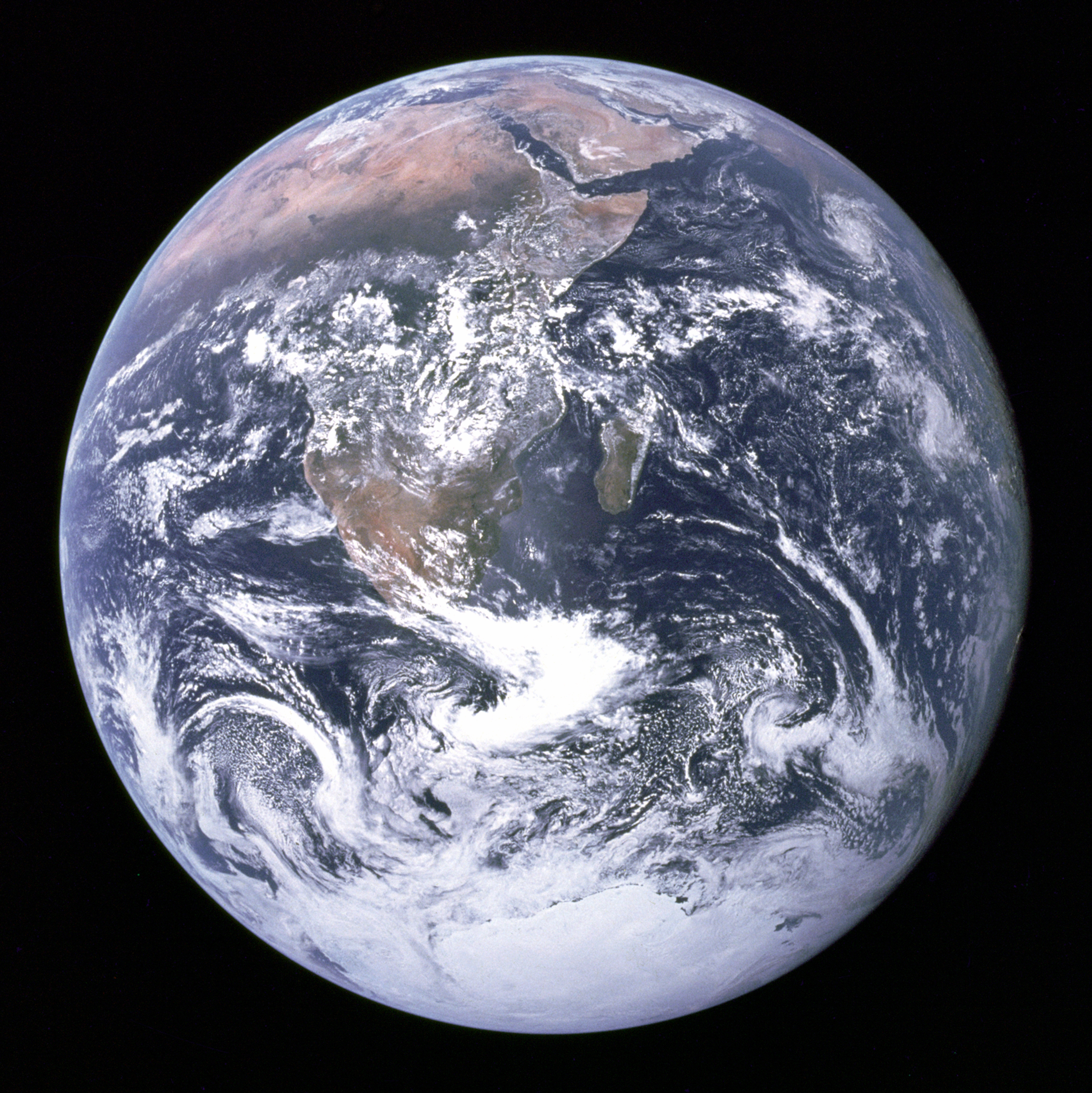
Das historische Blue Marble, ein Foto von 1972, das half, den Umweltschutz der breiteren Öffentlichkeit näher zu bringen

Die frühe Naturschutz- und Umweltbewegung in Mitteleuropa, der bereits im 19. Jahrhundert einsetzende Tourismus, verklärten die Natur.
In Deutschland waren das Bewegungen wie Jugendbewegung, sozialdemokratische Naturfreunde, Wandervögel, Wandervereine oder die rechtsgerichtete Völkische Bewegung. Der Naturschutz wurde zwischen 1933 und 1945 ideologisch mit einem rassistischen Landschafts- und Heimat-Begriff sowie der Blut-und-Boden-Ideologie verknüpft.
Das neuzeitliche Bewusstsein für den Umweltschutz entwickelte sich in den westlichen Ländern in den 1960er Jahren, als man feststellte, dass sich industrielle Tätigkeiten sehr nachteilig auf die Umwelt auswirken können. Maßgeblich zu diesem Wertewandel beigetragen haben offensichtliche Missstände wie das Fischsterben im Rhein, die Versauerung der Meere, spektakuläre Chemiekatastrophen wie in Seveso oder Bhopal, sowie das Waldsterben.

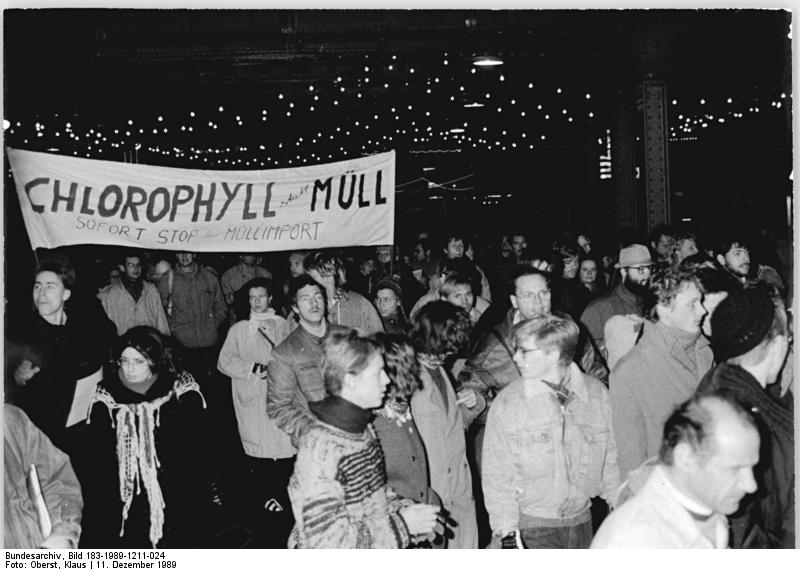
Montagsdemonstration 1989 in Berlin für den Umweltschutz – gegen Müllimporte

1971 wurde die bekannte Umweltschutzorganisation Greenpeace von Friedensaktivisten in Vancouver, Kanada gegründet. Die Organisation entstand aus der Formation Don’t Make a Wave Committee, die von amerikanischen und kanadischen Atomkraftgegnern und Pazifisten gegründet worden war. Ziel dieses Komitees war es, eine Serie von Atombombentests zu verhindern. Später nahmen viele unabhängige Gruppen den Namen Greenpeace an. Erst am 14. Oktober 1979 wurden sie alle zu einer einzelnen Organisation Greenpeace International zusammengefasst.
1972 entstand das Blue Marble Foto durch die Besatzung von Apollo 17. Es war das erste klare Bild, das die von der Sonne beschienene Seite der Erde zeigt. Für die Umweltschutzbewegung der 1970er Jahre war das Bild ein wichtiges Symbol für die Zerbrechlichkeit und Verletzlichkeit der Erde und ihre Isoliertheit im All.
1983 wurde in Religionsgemeinschaften der Begriff Bewahrung der Schöpfung als ethisches Konzept entfaltet und geprägt, der der Umweltschutzbewegung ebenfalls wichtige Impulse vermittelte.
Zudem weitete sich die Idee des Umweltschutzes auch auf die Agrarwirtschaft aus. So versucht die ökologische Landwirtschaft über den Verzicht auf synthetische Pflanzenschutzmittel schädliche Einflüsse auf die Umwelt zu minimieren. Die dort angewandten alternativen Methoden zur Schädlingsbekämpfung, wie der Einsatz von Nützlingen oder thermischen Verfahren (beispielsweise Dämpfen zur Bodenentseuchung) sollen negative Auswirkungen auf Umwelt und Gesundheit ausschließen. In Deutschland arbeiten heute bereits mehr Menschen im Umweltsektor als in der Autoindustrie.

### Umweltschutz seit den 2000er Jahren
Im 21. Jahrhundert baut der Umweltschutz auf dem Engagement und den Erkenntnissen vorausgegangener Dekaden auf. In den 2010er Jahren konzentrierte sich die Aufmerksamkeit auf Themen zum Klimawandel. Die Institutionalisierung zum Umweltschutz und die Wandlungen im Bereich der öffentlichen Meinung und der sozialen Netzwerke haben zu sehr unterschiedlichen Betrachtungen zum Bereich des Klima- und Umweltschutzes geführt. Als gesunder Menschenverstand gilt allerdings, dass die Anstrengungen zum Umweltschutz global verstärkt werden müssen.
Verstärkt im Fokus des Umweltschutzes steht seit einigen Jahren die internationale Schifffahrt. 2018 verursachte die Schifffahrt weltweit etwa 400.000 vorzeitige Todesfälle und ca. 14 Mio. Asthmaerkrankungen von Kindern. Das betrifft insbesondere die Verwendung umweltfreundlicher Treibstoffe statt des stark schwefelhaltigen Schweröls beziehungsweise den Einbau von Abgasfiltern, die Verkürzung langer Transportwege und die Drosselung der Fahrtgeschwindigkeit (Slow steaming) zur Verringerung des CO2-Ausstoßes und sonstiger Emissionen. Ein wichtiges internationales Thema ist die große Zahl von Containerschiffen, die durch den Suezkanal zwischen Asien und Europa verkehren. Derzeit nehmen die Containerschiffe den Umweg über die Straße von Gibraltar in die Nordhäfen, um dort entladen zu werden. Umweltschonender und nachhaltiger wäre das Entladen der Schiffe auf Züge bereits in Mittelmeerhäfen wie Triest, Genua oder Venedig. Die Emissionen (CO2, NOx, SO2 etc.) von Port Said nach Warschau betragen beispielsweise über die Meeres- und Eisenbahnroute via Rotterdam 145 kg/TEU und via Triest oder Venedig 84 kg/TEU.

## Umweltbehörden
Umweltbehörden nennt man die für den Umweltschutz zuständigen Behörden.

### Deutschland

Logo des Bundesumweltministeriums in Deutschland (2014)

In Deutschland sind von staatlicher Seite in erster Linie das Bundesministerium für Umwelt, Naturschutz und nukleare Sicherheit (BMUB) und das Umweltbundesamt (UBA) für den Umweltschutz zuständig. Auf Länder- und Landkreisebene sind weitere Behörden auf dem Gebiet des Umweltschutzes tätig. Das Bundesministerium und das Umweltbundesamt veröffentlichen unter anderem jährliche Umweltzustandsberichte.

### Österreich

Logo des Bundesministeriums in Österreich (2020)

In Österreich sind das Bundesministerium für Klimaschutz, Umwelt, Energie, Mobilität, Innovation und Technologie (seit 2020: BMK) und das Umweltbundesamt für den Umweltschutz zuständig.

### Schweiz
In der Schweiz liegt die Zuständigkeit beim Bundesamt für Umwelt. Dieses Amt gehört zum Eidgenössischen Departement für Umwelt, Verkehr, Energie und Kommunikation (UVEK).

## Rechtsgrundlagen
Umweltrecht bezeichnet die Gesamtheit der Rechtsnormen, die den Schutz der natürlichen Umwelt und die Erhaltung der Funktionsfähigkeit der Ökosysteme bezwecken. Weder in Deutschland noch in Österreich gibt es ein einheitliches Umweltschutzgesetz. Anders in der Schweiz, die 1983 ein eigenständiges Umweltschutzgesetz erlassen hat. Das EU-Umweltrecht hat großen Einfluss auf die Gesetzgebung der einzelnen Mitgliedsstaaten. In der Charta der Grundrechte der Europäischen Union garantiert die EU ihren Bürgern:
„Ein hohes Umweltschutzniveau und die Verbesserung der Umweltqualität müssen in die Politik der Union einbezogen und nach dem Grundsatz der nachhaltigen Entwicklung sichergestellt werden.“ (Artikel 37)

### Umweltrecht in Deutschland
Seit 15. November 1994 verpflichtet Artikel 20a des Grundgesetzes für die Bundesrepublik Deutschland dazu, die natürlichen Lebensgrundlagen zu schützen; zum 1. August 2002 wurde zusätzlich der Tierschutz eingefügt („Schutz der natürlichen Lebensgrundlagen und der Tiere“):

„Der Staat schützt auch in Verantwortung für die künftigen Generationen die natürlichen Lebensgrundlagen und die Tiere im Rahmen der verfassungsmäßigen Ordnung durch die Gesetzgebung und nach Maßgabe von Gesetz und Recht durch die vollziehende Gewalt und die Rechtsprechung.“

Es handelt sich um eine „Staatszielbestimmung“, die sich an den Gesetzgeber, die Verwaltung und die Rechtsprechung richtet.
Das deutsche Umweltrecht ist über zahlreiche Gesetze verstreut. Umweltwissenschaftler und Umweltjuristen fordern seit vielen Jahren, das Umweltrecht in einem Umweltgesetzbuch (UGB) kodifiziert zusammenzufassen und die Einzelvorschriften besser aufeinander abzustimmen. Die große schwarz-rote Koalition (2005–2009, Kabinett Merkel I) bzw. der damalige Umweltminister Sigmar Gabriel versuchten es; das Vorhaben scheiterte im Februar 2009 am Widerstand der bayrischen CSU.

### Umweltrecht in Österreich
In Österreich gibt es noch kein einheitliches Umweltrecht. Die rechtlichen Grundlagen sind über zahlreiche Gesetzesbücher verteilt.

### Umweltrecht in der Schweiz
Grundlage der Umweltschutzgesetzgebung der Schweiz ist der Artikel 74 der Bundesverfassung. Absatz 1 dieses Artikels lautet: „Der Bund erlässt Vorschriften über den Schutz des Menschen und seiner natürlichen Umwelt vor schädlichen oder lästigen Einwirkungen.“
Gestützt darauf wurde das Bundesgesetz vom 7. Oktober 1983 über den Umweltschutz, das Umweltschutzgesetz (USG) erlassen. Das USG nennt als sein Ziel namentlich, „die natürlichen Lebensgrundlagen, insbesondere die biologische Vielfalt und die Fruchtbarkeit des Bodens, dauerhaft [zu] erhalten“. Der Gewässerschutz ist in einem separaten Gesetz für das Wasserrecht der Schweiz geregelt: Bundesgesetz über den Schutz der Gewässer vom 24. Januar 1991 (Gewässerschutzgesetz, GSchG). Das Energiegesetz (EnG), welches die Energiewirtschaft auf nationaler Ebene regelt, beinhaltet in seiner Anfang 2018 in Kraft getretenen Fassung die „Energiestrategie 2050“, welche erneuerbare und einheimische Energiequellen fördert.

## Inter- und supranationaler Umweltschutz
Im Bereich des Umweltschutzes wird der nationalstaatliche Einfluss immer geringer. Durch den steigenden Grad an internationalen Kommunikationsnetzwerken und weltwirtschaftlicher Verflechtungen entsteht eine kollektive Verantwortung für die Umwelt. Die Staaten werden dazu gezwungen gemeinsam nach Problemlösungen zu suchen. Umwelt kennt keine von Menschen gezogenen Grenzen. Länderübergreifende Umweltpolitik rückt folglich zunehmend in das außenpolitische Blickfeld zumindest der Staaten, denen durch die Summe der globalen Umweltverschmutzung auch höhere Umweltbelastungen entstehen. Internationale Foren und Organisationen sind eine Antwort auf diesen Prozess.
Die erste internationale Umweltschutzkonferenz fand 1972 in Stockholm statt (Konferenz der Vereinten Nationen über die Umwelt des Menschen). Einer der wichtigsten supranationalen Akteure ist die UN (UNEP) – unter ihrem Dach kommt ein Großteil der multilateralen Umweltabkommen zustande. Eine Übersicht über die Vielzahl mittlerweile bestehender Umweltverträge bietet die Liste internationaler Umweltabkommen, wobei die Überschneidungen zum Internationalen Naturschutz deutlich werden.

### Globale Grenzwerte
2009 hat eine internationale Forschergruppe unter Johan Rockström vom Stockholm Resilience Centre in einer viel beachteten Studie in Nature kritische Grenzwerte für die wichtigsten umweltrelevanten Parameter des Planeten Erde untersucht und definiert, die planetary boundaries (planetare Grenzen). Das Ziel dieser Festlegung ist es, die hochkomplexen Zusammenhänge der Ökosphäre auf diese Weise anschaulich zu vereinfachen, um Risiken schnell und übersichtlich anhand einiger weniger Schlüsselparameter sichtbar zu machen. Nach dieser Studie muss die Menschheit es schaffen, bei allen Parametern langfristig jeweils unter 100 % zu bleiben, um die Umwelt – und damit unsere Lebensgrundlagen – nicht unvorhersehbar zu gefährden.
Werte, die derzeit über 100 % liegen
- Verlust der biologischen Vielfalt = > 1000 %
- Schwefelemissionen = 346 %
- Kohlendioxidgehalt der Atmosphäre = 111 %

Werte, die nahe 100 % liegen
- Ausdünnung der Ozonschicht = 98 %
- Versauerung der Meere = 95 %

Werte deutlich unter 100 %
- Phosphorverlust der Meere = 82 %
- Von Besiedlung und Landwirtschaft beeinflusste Landflächen = 78 %
- Süßwasserressourcen = 65 %

Diese Studie steht in der Tradition zahlreicher „Umweltmodellierungen und -szenarien“, die seit der Mitte des 20. Jahrhunderts angefertigt wurden.

### Probleme
Vielen Schwellen- und Entwicklungsländern fehlen oftmals die nötigen Ressourcen für effektive Umweltschutzmaßnahmen. Globale Auflagen werden von diesen Ländern oft nicht akzeptiert. Sie argumentieren, dass die Industrienationen zum größten Teil für globale Umweltschäden verantwortlich sind. Bei lokalen Problemen, wie dem Einsatz akkumulativer Pestizide, fehlen oftmals bezahlbare Alternativen. So wird beispielsweise Dichlor-Diphenyl-Trichlorethan (DDT) in diesen Staaten trotz erwiesener Umweltgefahren weiterhin großflächig zur Insektenbekämpfung eingesetzt.

## Bekannte Umweltaktivisten
- Yann Arthus-Bertrand, international bekannter Foto-Journalist,[26] Gründer der ökologischen Gesellschaft GoodPlanet[27] und der Action carbone zur Reduktion von Treibhausgasen
- Julia Butterfly Hill, Waldschützerin der US-Umweltorganisation Earth First!
- Al Gore, ehem. Vizepräsident der USA und Friedensnobelpreisträger 2007
- Monika Griefahn, ehemalige Organisatorin der Greenpeace-Kampagne gegen die chemische Verschmutzung der Nordsee, später niedersächsische Umweltministerin
- Bernhard Grzimek, von Haus aus Tierarzt und Verhaltensforscher, langjähriger Direktor des Frankfurter Zoos, erfolgreicher und sehr populärer Tierfilmer (Dokumentarfilm Serengeti darf nicht sterben), Autor und Herausgeber von Tierbüchern und einer nach ihm benannten Enzyklopädie des Tierreichs war von 1970 bis 1973 Beauftragter für den Naturschutz der deutschen Bundesregierung: 1975 gründete er zusammen mit Horst Stern und 19 anderen Umweltschützern den Bund für Umwelt und Naturschutz Deutschland (BUND)
- David McTaggart, langjähriger Geschäftsleiter von Greenpeace international
- Wangari Muta Maathai, Trägerin des Friedensnobelpreises 2004 und Begründerin des Aufforstungsprojekts Green Belt Movement
- Vandana Shiva, 1993 Trägerin des Right Livelihood Award, für eine gentechnikfreie, nachhaltige Entwicklung insbesondere der Landwirtschaft aus ökofeministischer Perspektive
- Greta Thunberg, Initiatorin der globalen Klimaschutzbewegung Fridays for Future
- Frederic Vester, Ökologe, Systemforscher und Umweltexperte, Mitglied des Club of Rome, Träger mehrerer Umweltmedaillen und -preise
- Paul Watson, Gründer der Sea Shepherd Conservation Society